# Astylosternus ranoides
Astylosternus ranoides là một loài ếch trong họ Astylosternidae. Chúng là loài đặc hữu của Cameroon.
Môi trường sống tự nhiên của nó là các khu rừng vùng núi ẩm nhiệt đới hoặc cận nhiệt đới, vùng cây bụi nhiệt đới hoặc cận nhiệt đới vùng đất cao, đồng cỏ nhiệt đới hoặc cận nhiệt đới vùng đất cao, sông, đầm lầy, và hồ nước ngọt. Loài này đang bị đe dọa do mất môi trường sống.